# Betrayal
Betrayal – dramatyczny serial telewizyjny wyprodukowany przez American Broadcasting Company. Emisję rozpoczęto 29 września 2013 roku. Pomysłodawcą serialu jest David Zabel.

## Fabuła
Serial opowiada o Sarze Hanley, pięknej pani fotograf żyjącej w nieszczęśliwym małżeństwie, która wdaje się w gorący romans z Jackiem McAllisterem, żonatym prawnikiem, związanym z wpływową rodziną Karstenów, na czele której stoi Thatcher Karsten.  
Sytuacja komplikuje się, gdy zamordowany zostaje niejaki Lou Mrozek, a wszelkie dowody wskazują na syna Karstena – T.J.'a. 
Prokuratorem w sprawie jest Drew Stafford – mąż Sary, natomiast obrońcą T.J.'a podczas procesu zostaje Jack, który za wszelką cenę próbuje dowieść jego niewinności. 

## Obsada
- Hannah Ware jako Sara Hanley – pani fotograf, żyjąca w nieszczęśliwym małżeństwie. Wspólnie z mężem, Drew, wychowuje 7-letniego syna Olivera. Wdaje się w romans z Jackiem McAllisterem;
- Stuart Townsend jako Jack McAllister – prawnik wywodzący się z zamożnej rodziny, żonaty z Elaine Karsten, mają dwoje dzieci. Wdaje się w namiętny romans z Sarą. Adwokat T.J.'a Karstena podczas procesu;
- Henry Thomas jako T.J. Karsten – syn Karstena, oskarżony o zamordowanie Lou Mrozka;
- Wendy Moniz jako Elaine McAllister – żona Jacka, prowadzi własną restaurację;
- Chris J. Johnson jako Drew Stafford – mąż Sary, prokurator z politycznymi aspiracjami;
- Braeden Lemasters jako Victor McAllister – 16-letni syn Elaine i Jacka McAllisterów;
- Elizabeth Sarah McLaughlin jako Valerie McAllister – 16-letnia córka Elaine i Jacka McAllisterów
- James Cromwell jako Thatcher Karsten – szef i zarówno teść Jacka

## Odcinki
| Sezon | Sezon | Odcinki | Oryginalna emisja | Oryginalna emisja | Oryginalna emisja | Oryginalna emisja | Oryginalna emisja |
| Sezon | Sezon | Odcinki | Premiera sezonu   | Finał sezonu      | Premiera sezonu   | Finał sezonu      |                   |
| ----- | ----- | ------- | ----------------- | ----------------- | ----------------- | ----------------- | ----------------- |
|       | 1     | 13      | 29 września 2013  | 19 stycznia 2014  | brak danych       | brak danych       |                   |

### Sezon 1 (2013-2014)
| Nr | #  | Tytuł                                   | Reżyseria          | Scenariusz                 | Premiera             | Premiera    |
| -- | -- | --------------------------------------- | ------------------ | -------------------------- | -------------------- | ----------- |
| 1  | 1  | Pilot                                   | Patty Jenkins      | David Zabel                | 29 września 2013     | brak danych |
| 2  | 2  | ...Except When a Bear Is Chasing You    | Michael Morris     | David Zabel, Lisa Zwerling | 6 października 2013  | brak danych |
| 3  | 3  | If You Want the Fruit...                | Constantine Makris | David Zabel, Lisa Zwerling | 13 października 2013 | brak danych |
| 4  | 4  | ...That Is Not What Ships Are Built For | Jim Mckay          | Paul Davies, David Zabel   | 20 października 2013 | brak danych |
| 5  | 5  | ...Nice Photos                          | Stephen Cragg      | Yahlin Chang               | 27 października 2013 | brak danych |
| 6  | 6  | ... The Things That Drive Men Crazy     | Paul McCrane       | Julia Cho                  | 3 listopada 2013     | brak danych |
| 7  | 7  | ... We're Not Going to Bailey's Harbor  | Michael Morris     | Joe Hortua                 | 10 listopada 2013    | brak danych |
| 8  | 8  | ... One More Shot                       | Stephen Cragg      | Alison Tatlock             | 17 listopada 2013    | brak danych |
| 9  | 9  | This road isn’t even on the map…        | Bethany Rooney     | David Zabel, Lisa Zwerling | 8 grudnia 2013       | brak danych |
| 10 | 10 | ... Number 16.                          | Andrew Bernstein   | Paul William Davies        | 15 grudnia 2013      | brak danych |
| 11 | 11 | …the Karsten way.                       | John Scott         | Yahlin Chang               | 5 stycznia 2014      | brak danych |
| 12 | 12 | Sharper than a serpent’s tooth…         | Stephen Herek      | Julia Cho, Joe Hortua      | 12 stycznia 2014     | brak danych |
| 12 | 12 | …A better place                         | David Zabel        | David Zabel, Lisa Zwerling | 19 stycznia 2014     | brak danych |